# Culture en eau profonde
 (août 2016).
- Si vous ne connaissez pas le sujet, laissez ce bandeau (vous pouvez alors contacter les auteurs).
- Si vous supprimez le contenu mis en cause (vous pouvez préalablement contacter les auteurs),

argumentez précisément cette suppression dans la page de discussion
(un manque de référence n'est pas un argument ; une recherche réelle de référence doit avoir été effectuée, être formellement documentée).
 (août 2016).
Si vous disposez d'ouvrages ou d'articles de référence ou si vous connaissez des sites web de qualité traitant du thème abordé ici, merci de compléter l'article en donnant les références utiles à sa vérifiabilité et en les liant à la section « Notes et références ».
La culture en eau profonde est une méthode de production en hydroponie et aquaponie des plantes par le biais de la suspension de racines de la plante dans une solution riche en éléments nutritifs. 

## Méthode traditionnelle
La méthode traditionnelle favorise l'utilisation de seaux en plastique avec les plantes contenues dans un pot suspendu et ses racines en suspension dans une solution nutritive. Une pompe à air couplée avec des pierres poreuses permet d'oxygéner la solution nutritive. Lorsqu'elles sont suffisamment oxygénées, les racines des plantes peuvent rester immergées indéfiniment. Une fois que les plantes sont prêtes à fleurir, le niveau de la solution nutritive est progressivement réduit pour exposer les racines à l'air.
Les plantes absorbent beaucoup plus d'oxygène dans l'air que d'oxygène dissout dans l'eau. La culture en eau profonde permet aux racines de la plante d'absorber de grandes quantités d'oxygène, tout en permettant l'absorption des éléments nutritifs. Cela conduit à une croissance plus rapide durant la vie de la plante.

## Méthode à recirculation
Les méthodes traditionnelles utilisant des seaux non connectés nécessitant de tester individuellement chaque seau quant au pH et au facteur de conductivité. Cela a conduit à des innovations telles que l'élimination des pierres poreuses au profit de la connexion de plusieurs seaux ensemble et de la circulation de l'eau entre eux. Les systèmes à recirculation utilisent un réservoir unique pour fournir l'eau dans plusieurs seaux. 
Lors de son introduction dans le seau, l'eau est nébulisée et aérée à l'aide de buses de pulvérisation. La circulation constante oxygène l'eau, assure un bon mélange des nutriments et stabilise le pH dans l'ensemble du système, par conséquent, un seul point de mesure est nécessaire, situé, le plus souvent, dans la cuve qui sert de réservoir.
La solution est oxygénée (à un niveau proche ou égal à la saturation) à partir d'une pompe à air combinée avec des pierres poreuses. Avec cette méthode, par rapport aux autres formes de culture en eau profonde, les plantes peuvent croître plus rapidement en raison d'un apport plus élevé en oxygène au niveau de leurs racines.

## Hydroponique à bulles
L'hydroponique à bulles un système hydroponique de culture en eau profonde à alimentation par le haut. L'eau est pompée à partir du réservoir jusqu'au sommet des racines (alimentation par le haut). L'eau est relâchée sur les racines de la plante, puis retourne dans le réservoir en dessous grâce à un système à circulation en boucle. Comme pour la méthode traditionnelle, il y a des pierres poreuses dans le réservoir pour aider à oxygéner l'eau. Le système pierres/pompe à eau fonctionne 24 heures sur 24.
L'un des avantages avec la méthode à bulles est une croissance accrue au cours des premières semaines. Avec les méthodes traditionnelles, il faut un certain temps pour que les racines atteignent l'eau.
Avec la méthode à bulles, les racines ont un accès facile à l'eau depuis le début et se développent dans le réservoir situé en-dessous beaucoup plus rapidement qu'avec un système traditionnel.
Une fois que les racines ont atteint le réservoir, il n'y a pas d'autres avantages par rapport au système traditionnel.
Cependant, en raison de la croissance plus rapide au début, ce système peut faire gagner quelques semaines au bout du compte.

## Utilisation du système hydroponique en eau profonde
Il est conseillé de commencer ce type de culture en intérieur avec des cubes de laine de roche. Une fois que les graines ont germé dans la laine de roche, mettez-les dans les seaux préalablement remplis de granulés d'argile expansée. Le système est rempli avec de l'eau et des engrais spécifiques à l'hydroponie de manière que la solution soit en contact avec la base des seaux.
De cette manière, l'argile sera en contact avec la solution qui sera absorbée par les racines des plantes. Bientôt la plante va développer un système racinaire qui va naturellement plonger dans la solution nutritive. Il n'est pas nécessaire de maintenir la solution nutritive au niveau de la base des seaux, on obtient de bons résultats même avec un niveau inférieur. Il est recommandé de remplacer la solution nutritive environ une fois par semaine et de laver le récipient/réservoir avec de l'eau chaude pour enlever les dépôts d'algues, de moisissures et de sel. Chaque fois que le réservoir est rempli, le pH est mesuré de manière à vérifier qu'il correspond à celui recommandé pour la phase en cours. L'environnement oxygéné et éclairé favorise le développement des algues. Il est donc nécessaire d'envelopper le réservoir avec un film noir opaque.